# Umanesimo (filosofia)
L'umanismo, o umanesimo, è un indirizzo di pensiero comune a diverse filosofie etiche e concezioni della vita, che si  appellano a qualità umane universali, come la dignità e il valore di tutte le persone, la capacità di distinguere il giusto da ciò ch'è sbagliato, e particolarmente la razionalità.

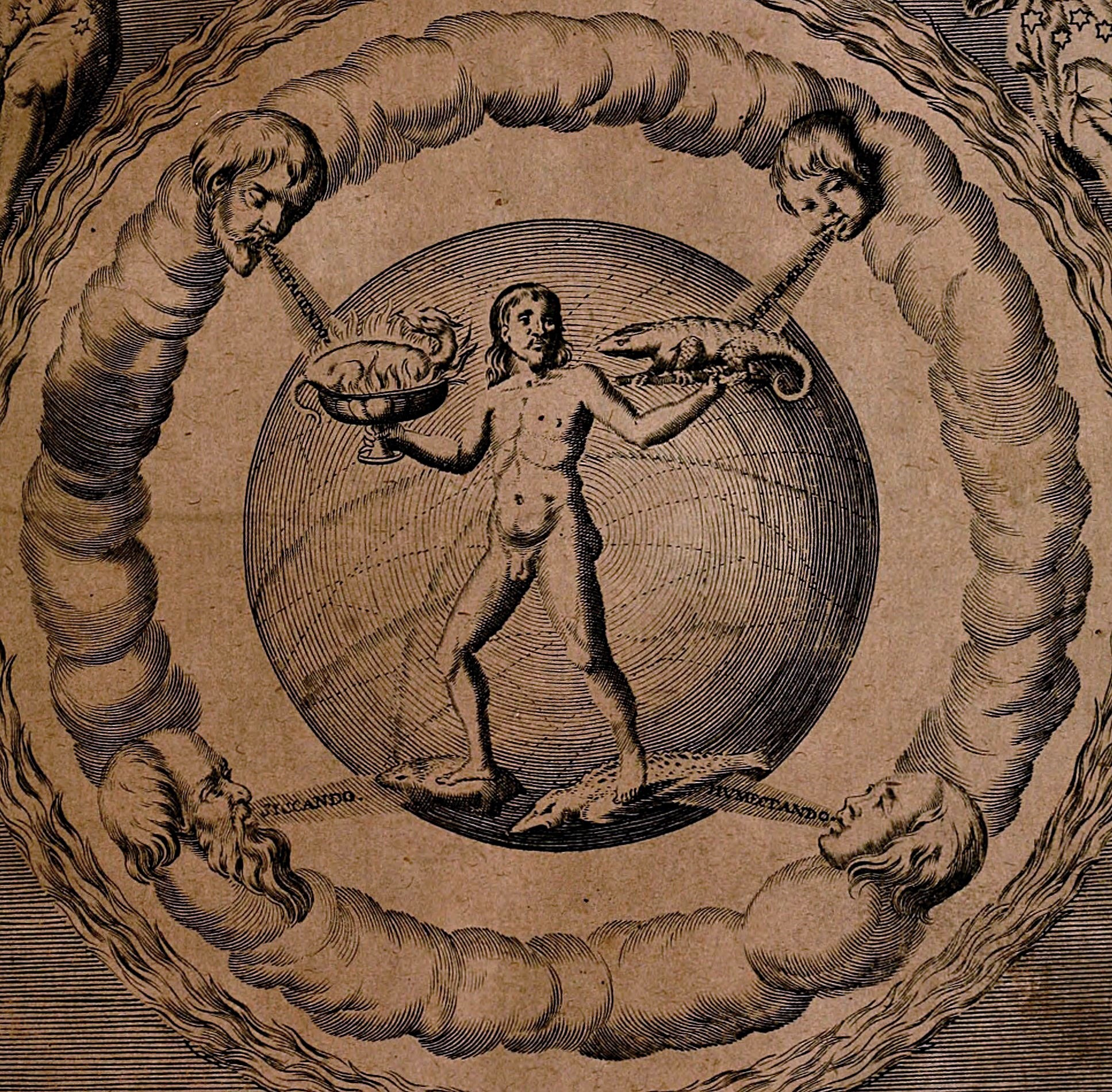
L'uomo come centro dell'universo, del quale unisce in sé gli estremi opposti come nella concezione di Ficino.

È una componente di una varietà di sistemi filosofici più specifici, presente storicamente in diverse scuole religiose di pensiero, dall'antica Grecia a quello rinascimentale.
L'umanesimo può essere considerato come un processo attraverso cui la verità e la moralità vengono scoperte attraverso l'investigazione umana. Focalizzandosi sulle capacità di autodeterminazione, l'umanesimo tende a rifiutare giustificazioni trascendentali, soprattutto quello moderno, così come la dipendenza da credenze giudicate non razionali, dal soprannaturale o da testi a cui venga attribuita un'origine divina. Gli umanisti sostengono la moralità universale basata sulla comunanza della condizione umana, suggerendo che le soluzioni a problemi umani sociali e culturali non possono essere campanilistiche.
L'umanesimo è conosciuto per adottare i principi dell'etica della reciprocità e di un individualismo non eccessivo, come citato da Oscar Wilde: «L'egoismo non è vivere come uno desidera di vivere, è chiedere agli altri di vivere come uno desidera vivere».

## Aspetti

### Religione
L'umanesimo rifiuta la credenza negli eventi soprannaturali per la risoluzione degli affari umani, ma non necessariamente le credenze di per sé; infatti alcune branche dell'umanesimo sono compatibili con alcune religioni. È generalmente compatibile con il deismo, l'ateismo o l'agnosticismo ma non richiede nessuno dei tre. La parola ignostico o «indifferentista» è a volte applicata all'umanesimo, sul presupposto che l'umanesimo è un processo etico, non un dogma sull'esistenza o sugli dèi. Gli umanisti semplicemente non hanno bisogno di preoccuparsi di tali questioni. L'agnosticismo o l'ateismo d'altra parte non sono necessariamente umanesimo. Filosofie differenti e a volte incompatibili sembrano essere ateistiche in natura. Non c'è un'ideologia o una gamma di comportamenti cui tutti gli atei aderiscono e non tutti sono umanisti.
Siccome l'umanesimo comprende correnti intellettuali che attraversano una vasta gamma di pensieri filosofici e religiosi, molte branche dell'umanesimo permettono di riempire, supplire o soppiantare il ruolo delle religioni e in particolare di abbracciare una completa filosofia di vita. Per approfondire, si veda l'umanesimo come filosofia di vita. In alcuni Paesi, grazie alle leggi che garantiscono i diritti di culto, la filosofia di vita secolare è stata riconosciuta legalmente come equivalente di «religione». Negli Stati Uniti, la Corte suprema ha riconosciuto l'umanesimo come equivalente della religione, nel senso limitato di permettere agli umanisti di celebrare cerimonie comunemente appannaggio di ministri di culto.

### Conoscenza
Secondo l'umanesimo è compito degli esseri umani cercare la verità, in opposizione alla ricerca attraverso la rivelazione, il misticismo e la tradizione o qualsiasi cosa non sia compatibile con l'applicazione della logica ai fatti osservabili. Esigendo che gli umani evitino una cieca accettazione di credenze non supportate, l'umanesimo sostiene lo scetticismo e il metodo scientifico, rifiutando l'autoritarismo e lo scetticismo estremo, e ritiene la fede una base inaccettabile per l'azione. Similmente, l'umanesimo asserisce che la conoscenza del giusto o dello sbagliato è basata sulla migliore comprensione degli interessi individuali e comuni, piuttosto che derivata dalla verità trascendentale o da una fonte arbitraria.

### Specismo
Alcuni hanno interpretato l'umanesimo come una forma di specismo, riguardante gli umani come esseri di maggiore importanza rispetto alle altre specie. Il filosofo Peter Singer, egli stesso un umanista, ha affermato che «nonostante molte eccezioni individuali, gli umanisti sono stati incapaci, nell'interezza, di liberarsi da uno dei più centrali dogma cristiani: il pregiudizio di specismo». Ha fatto appello presso gli umanisti per «ergersi contro… lo sfruttamento scriteriato di altri esseri senzienti» e ha sollevato problemi rispetto alle dichiarazioni contenute nel Secondo Manifesto Umanista, che egli ritiene dare «precedenza agli interessi dei membri della nostra specie». Ha inoltre fatto notare, comunque, che nello stesso Manifesto si afferma che gli umani non hanno «alcun diritto dato o inerente a Dio di sottomettere altri animali» e riconosce che «le organizzazioni che hanno fatto di più per gli animali sono indipendenti dalle religioni».

### Benessere
L'umanesimo ha un atteggiamento ottimistico verso le capacità delle persone, pur non ritenendo tuttavia che la natura umana sia puramente buona o che tutte le persone possano vivere secondo gli ideali umanisti senza aiuto; piuttosto sostiene che la crescita del potenziale di ognuno sia un lavoro duro che richiede l'assistenza di altri. L'obiettivo finale è la felicità umana, l'eudemonismo, rendendo la vita migliore per tutti gli esseri umani, in quanto specie più conscia, e promuovendo l'interesse per il benessere di altri esseri senzienti. L'attenzione è sul fare bene e vivere bene qui e adesso, lasciando il mondo come un posto migliore per chi verrà in futuro.

## Storia
Forme di umanesimo possono trovare le loro origini nel Rinascimento e più indietro nell'Età dell'oro islamica, fino all'antica Grecia. L'umanesimo può essere inoltre rintracciato già al tempo di Gautama Buddha e Confucio, sebbene il termine "umanesimo" sia più comunemente riferito ai filosofi occidentali.
Il termine fu infatti coniato nel 1808, basandosi sulla parola cinquecentesca umanista, già usata per designare un insegnante o uno studente di letteratura classica. L'evoluzione di significato della parola umanesimo è pienamente esaminata nel libro di Nicolas Walter Humanism: What's in the Word.

### Umanesimo greco
I panteisti greci Talete e Senofonte nel VI secolo a.C. approntarono la via verso il pensiero umanista greco. Talete è ricordato per aver coniato la massima conosci te stesso e Senofonte si rifiutò di riconoscere gli dèi del suo tempo e riservò il divino ai princìpi di unità dell'universo. Più tardi Anassagora, spesso descritto come il primo pensatore libero, contribuì allo sviluppo della scienza come metodo di comprensione dell'universo. Questi greci di area ionica furono i primi pensatori a riconoscere che la natura può essere studiata separatamente da ogni realtà soprannaturale. Pericle, un allievo di Anassagora, influenzò lo sviluppo della democrazia, della libertà di pensiero e dell'indipendenza dalla superstizione. Sebbene poco dei loro lavori sia sopravvissuto, Protagora e Democrito dimostrarono senso agnostico e moralità spirituale non basata sul soprannaturale, così come Epicuro. 
(Protagora, fr.1, citato in Platone, Teeteto, 152a)
Lo storico Tucidide è noto per il suo approccio scientifico e razionale alla storia.

### Humanitas latina
Nella filosofia latina si sviluppò il concetto di humanitas nell'ambito del Circolo degli Scipioni, ricevendo la sua implicita formulazione nell'opera letteraria di Terenzio, che si rifaceva alla tradizione menandrea: 

### Umanesimo islamico
Molti pensatori islamici medievali hanno argomentato discorsi umanistici, razionalistici e scientifici nella loro ricerca della conoscenza, del significato e dei valori. Una larga gamma di scritti islamici sulla poesia d'amore, la storia e la teologia filosofica dimostrano che il pensiero medievale islamico era aperto alle idee umanistiche di individualismo, occasionalmente secolarismo, scetticismo e liberalismo. Certi aspetti dell'umanesimo rinascimentale si fondano a partire dal mondo islamico medievale, comprensivi dell'«arte del dettato, chiamata in latino, ars dictaminis», e l'«attitudine umanistica nei confronti del linguaggio classico», in questo caso l'arabo classico.

### Umanesimo rinascimentale
L'umanesimo rinascimentale fu un movimento che influenzò il panorama culturale, politico, sociale e letterario dell'Europa. Partendo da Firenze nell'ultimo decennio del Trecento, l'umanesimo portò nuova linfa allo studio del latino e del greco, con la conseguente rinascita delle scienze, della filosofia, dell'arte e della poesia dell'antichità classica. La rinascita si basò sull'interpretazione di testi latini e greci che, ponendo enfasi sulle arti e sui sensi, segnarono un cambiamento che intendeva cogliere i segni della bellezza divina anche nel mondo e non solo nella dimensione ultraterrena. Oltre ai testi biblici, anche le humanae litterae furono da allora ritenuti strumento di elevazione.
In taluni casi, la riscoperta dei testi ermetici dell'antichità portò a intravvedere la possibilità di compiere un cammino di salvezza e liberazione anche senza l'intermediazione della Chiesa, laddove questa riteneva invece come la grazia divina fosse indispensabile, e che dunque l'uomo non potesse fare affidamento solo sulle proprie forze. Gli umanisti inoltre rifiutano la predestinazione calvinista, attirando l'ostilità dei fondamentalisti protestanti, per l'esaltazione della libertà umana come capacità di diventare arbitri del proprio destino, sia nel bene che nel male. 
Il nuovo ideale di homo faber, detentore di un sapere non più soltanto contemplativo, cioè fine a se stesso, ma che racchiudeva un potere funzionale all'azione, portò a valorizzare la creatività, sicché gli umanisti rinascimentali credevano che le arti liberali (musica, arte, grammatica, retorica, oratoria, storia, poesia, testi classici e studio di questi) dovessero essere praticate da ogni ceto.
Umanisti degni di nota di questo periodo sono il teologo olandese Erasmo da Rotterdam, l'autore inglese e santo Tommaso Moro, lo scrittore francese François Rabelais, il poeta italiano Francesco Petrarca e gli accademici italiani Marsilio Ficino e Giovanni Pico della Mirandola.

### Età moderna
L'umanesimo rinacque con l'età del razionalismo (empirismo, illuminismo) tra il XVII e il XVIII secolo, proseguendo nel XIX.
Uno dei primi precursori delle organizzazioni umaniste contemporanee fu l'Associazione religiosa umanista fondata nel 1853 a Londra. Questo primo gruppo era organizzato democraticamente, con membri maschili e femminili partecipanti alle elezioni del direttivo e promosse la conoscenza di scienze, filosofia e delle arti.
Nel febbraio 1877, la parola "umanesimo" fu pubblicamente utilizzata, apparentemente per la prima volta in America, per definire Felix Adler, spregiativamente. Adler comunque, non si riconobbe nel termine e invece coniò il nome "cultura etica" per il suo nuovo movimento, che ancora esiste.
Attivo nei primi anni 1920, F.C.S. Schiller considerò il suo lavoro connesso al movimento umanista. Schiller stesso fu influenzato dal pragmatismo di William James. Nel 1929 Charles Francis Potter fondò la Prima Società Umanista di New York il cui consiglio comprendeva Julian Huxley, John Dewey, Albert Einstein e Thomas Mann. Potter era un ministro di culto di tradizione unitariana e nel 1930 con sua moglie, Clara Cook Potter, pubblicò Humanism: A New Religion. Nel corso degli anni 1930 Potter fu un famoso avvocato impegnato nei diritti delle donne, controllo delle nascite, leggi sul divorzio e abolizione della pena di morte.
Raymond B. Bragg, il condirettore di The New Humanist, cercò di unificare il contributo di L. M. Birkhead, Charles Francis Potter e di vari membri della Western Unitarian Conference.
Bragg chiese a Roy Wood Sellars di redigere un documento sulla base di queste informazioni e il risultato è stata la pubblicazione nel 1933 del Humanist Manifesto. Il Manifesto e il libro di Potter divennero le pietre angolari del moderno umanesimo. Tutte e due queste fonti immaginano l'umanesimo come una religione.
Nel 1941 venne organizzata la American Humanist Association. Fra i membri di questa associazione vi era Isaac Asimov, che ne fu il presidente dal 1985 fino alla morte nel 1992, e inoltre lo scrittore Kurt Vonnegut, che gli successe come presidente onorario fino alla morte nel 2007. Robert Buckman fu a capo della sezione canadese della AHA ed è ora un presidente onorario.
Dopo la Seconda guerra mondiale tre eminenti umanisti divennero i primi direttori delle organizzazioni più importanti delle Nazioni Unite: Julian Huxley dell'UNESCO, Brock Chisholm della Organizzazione mondiale della sanità e John Boyd-Orr della FAO.

### Umanesimo socialista
L'umanesimo socialista è un concetto implicito nei primi scritti di Karl Marx, soprattutto in L'ideologia tedesca e nei manoscritti del 1844. Si caratterizza per l'analisi della alienazione dell'uomo nella società. Autori moderni che si occupano di questa prospettiva sono ad esempio Erich Fromm ed Ernesto Che Guevara.

## Filosofie umaniste moderne
Ci sono molte persone che si considerano degli umanisti e una ampia varietà nella tipologia esatta di umanesimo cui essi aderiscono. Vi è un certo disaccordo sulla terminologia e le definizioni a causa delle interpretazioni fatte in modo più ampio o più ristretto. Non tutte le persone che si definiscono umanisti sostengono credenze effettivamente umanistiche e non tutte persone che sono in possesso di credenze umanistiche si definiscono umanisti.
A prescindere da tutto ciò, l'umanesimo può essere suddiviso in un tipo secolare o laico e un tipo religioso, anche se alcuni umanisti, tra cui la International Humanist and Ethical Union (IHEU), respingono l'aggiunta di qualsiasi aggettivo al termine "umanista" e invece ritengono che il termine debba essere destinato ad un'applicazione universale.
Esiste dal 1969 il movimento Umanista creato in Argentina da Mario Rodríguez Cobos, detto Silo.

## Età contemporanea
A lato del significato della parola «Umanesimo», intesa come periodo storico, alcuni autori contemporanei ne hanno allargato il significato, definendo con questo lemma alcune correnti filosofiche. Dopo che Ludwig Feuerbach, esponente della Sinistra hegeliana, ebbe ripreso nell'800 il termine per esporre le proprie considerazioni filosofiche, nel corso del Novecento vi sono stati alcuni intellettuali, perlopiù legati all'esistenzialismo, come Jean-Paul Sartre, campione dell'Esistenzialismo ateo, che nel suo testo L'esistenzialismo è un umanismo del 1946 rivendica il primato dell'uomo sulla metafisica delle essenze; gli rispose Martin Heidegger, autore della Lettera sull'umanismo del 1947, affermando che anche l'umanismo faceva parte di quella metafisica foriera dell'oblio dell'essere; Jacques Maritain fu un esempio dell'umanesimo cristiano; altri come Ernst Bloch, Rodolfo Mondolfo e Herbert Marcuse di umanesimo marxista, in cui si interpretano gli scritti di Marx, soprattutto quelli di età giovanile, in chiave umanista.